# スター（秘）訪問!!
『スター㊙訪問!!』（スターまるひほうもん）は、1978年10月2日から1979年3月30日まで日本テレビ系列局で放送されていた。日本テレビ製作のバラエティ番組である。放送時間は毎週月曜 - 金曜 13:30 - 13:55 （日本標準時）。

## 概要
番組では1コーナーとして行われる訪問企画を丸々25分行っていた番組で、毎回芸能人が突然ファンの家などを訪れ、ファンとの生の交流を展開。憧れのスターがいきなり目の前に現れた時のファンの行動や、スターがファンの希望に応じて行うファンサービスが見ものだった。金曜日の放送はスペシャル版で、スターの家やロケ地にカメラが入り、彼らの素顔を映していた。
日本テレビ系列局では、『ライオンお笑いネットワーク』のネットが1975年3月に終了後、13時台後半は『女の劇場』などの昼ドラ枠になっていたが、本番組から3年半ぶりにバラエティ枠に戻った。
なお、製作局の日本テレビでは、1978年10月3日から1979年3月30日まで毎週月 - 金曜 8:30 - 8:55 （日本標準時）に前回放送分の再放送が行われていた。

## 出演者
司会
- 毒蝮三太夫
- 宮尾すすむ
- 三笑亭夢之助
- 団しん也
- 木原美知子（後の木原光知子）